# Hadoram
Hadoram ist im Alten Testament der Name zweier Personen.

## Etymologie
Der hebräische Personenname „Hadoram“ wird im Masoretischen Text in Gen 10,27  und 1 Chr 18,10  plene הֲדֹורָם hǎdôrām geschrieben, in 2 Chr 10,18  dagegen defektiv הֲדֹרָם hǎdorām. In 2 Sam 8,10  lautet der Name יֹֽורָם jôrām, deutsch ‚Joram‘. Hans Rechenmacher führt den Namen auf <*haddū-rām zurück. Dieser Name ist ein Verbalsatzname, bestehend aus Subjekt und Prädikat. Subjekt und zugleich theophores Element ist <*haddū „Haddad“, das Prädikat leitet sich von der Verbwurzel רום rûm „erhaben sein“ ab. Der Name bedeutet daher „Haddad ist erhaben“. Eine generelle Änderung des Namens in אֲדֹנִירָם ’ǎdonîrām, deutsch ‚Adoniram‘, wie Martin Noth vorschlägt, ist nicht nötig. Nur in 2 Chr 2,18  kann Hadoram als Nebenform zu Adoniram angesehen werden.
Die Septuaginta gibt den Namen in Gen 10,27  als οδορρα odorra wieder, dagegen in 2 Sam 8,10  als ιεδδουραν ieddūran und in 1 Chr 18,10  als ιδουραμ idūram. In 2 Chr 10,18  wird der Bericht den Königebüchern angeglichen und der Name als αδωνιραμ adōniram wiedergegeben. Die Vulgata gibt den Namen als Aduram wieder, nur in 2 Sam 8,10  als Ioram, der Samaritanische Pentateuch schließlich als ’Ēdūram.

## Hadoram, Sohn Joktans
Hadoram ist nach der Völkertafel Gen 10,27  und nach 1 Chr 1,21  der fünftälteste Sohn Joktans. Seine Brüder heißen Almodad, Schelef, Hazarmawet, Jerach, Usal, Dikla, Obal, Abimaël, Scheba, Ofir, Hawila und Jobab. Sie siedelten von Mescha über Sefar bis zum Ostgebirge. Der Abschnitt Gen 10,25-29 , in dem Hadoram und seine Brüder erwähnt werden, gehört nicht der Priesterschrift an.

## Hadoram, Sohn Toïs
Ein weiterer Hadoram wird in 2 Sam 8,10  und 1 Chr 18,10  als Sohn Toïs bzw. Toës, des Königs von Hamat, erwähnt. Er wird von seinem Vater mit Geschenken zu König David geschickt, um diesem zu seinem Sieg über das Heer Hadad-Esers zu beglückwünschen, da sein Vater gegen diesen im Krieg war.